# Alejandro Villanueva
Carlos Alejandro Villanueva Martínez (Lima, 4 giugno 1908 – Lima, 11 aprile 1944) è stato un allenatore di calcio e calciatore peruviano.
Soprannonimato Manguera, era un giocatore di innato senso del gol, oltre che di un ottimo controllo di palla.

## Carriera
Iniziò la sua carriera nella stagione 1927, giocando la sua prima partita nell'Alianza Lima, di cui è una delle bandiere storiche; lo stadio in cui gioca la società porta il suo nome.
Con la nazionale peruviana prese parte al campionato del mondo 1930.
Nel 1936 partecipò alle Olimpiadi di Berlino, nel corso delle quali il Perù raggiunse la semifinale battendo la Finlandia per 7-3 e l'Austria per 4-2. La vittoria contro gli austriaci fu però annullata dalla FIFA, che ordinò di giocare nuovamente la partita senza spettatori, provocando il ritiro del Perù. In quel torneo Villanueva segnò quattro gol.

## Palmarès

### Club

#### Competizioni nazionali
- Campionato peruviano: 6

Alianza Lima: 1927, 1928, 1931, 1932, 1933, 1934

### Individuale
- Capocannoniere del campionato peruviano: 2

1929, 1931